# Giuseppe Scarlatti

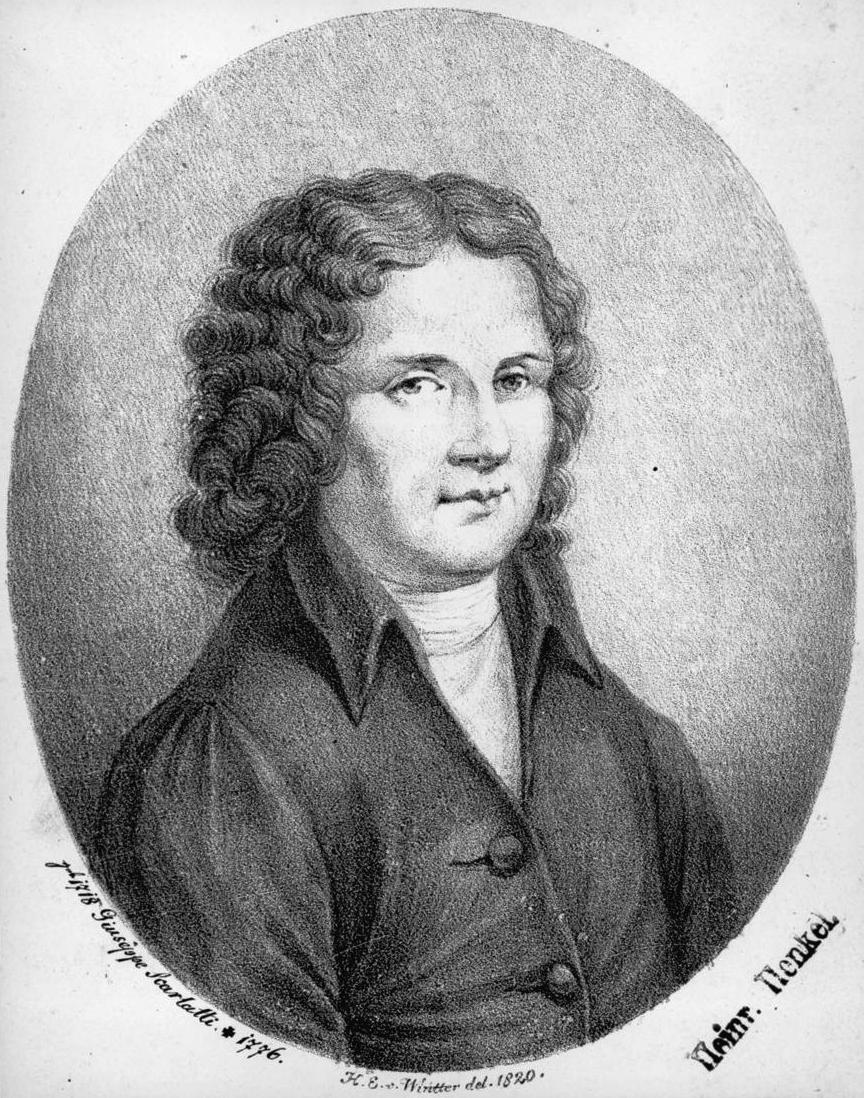
Giuseppe Scarlatti in una litografia del 1820 di Heinrich E. Winter

Giuseppe Scarlatti (Napoli, 1712 – Vienna, 17 agosto 1777) è stato un compositore italiano.

## Biografia
Appartenente alla celebre famiglia Scarlatti, si dedicò soprattutto alla produzione di Opera seria e Opera buffa. Poco si conosce della sua biografia e tutto quello che si sa è relativo ai suoi viaggi, che intraprese attraverso l'Italia e oltralpe, per presentare le proprie opere.

### Gli esordi a Roma
Formatosi a Napoli probabilmente sotto la guida di Leonardo Leo, fu attivo a Roma dal 1739 al 1741 grazie all'interessamento del Cardinale Trojano Acquaviva d'Aragona. Inizialmente si dedicò prevalentemente alla composizione di musica sacra e in questi anni compose l'oratorio La Santissima Vergine annunziata, un Componimento per musica per il compleanno della regina Maria Amalia Walpurga, un Laudate pueri e un Laetatus sum. Non si è certi se appartenga a questi anni anche la composizione di due Inni sacri: Jesu Corona Virginum e Jesu Redemptorium omnis. La composizione di questi ultimi potrebbe anche essere collocata durante il periodo veneziano, intorno al 1757, quando Scarlatti fu chiamato spesso a sostituire il maestro di coro dell'Ospedale della Pietà.
Fu durante il soggiorno romano che iniziò a dedicarsi al teatro d'opera presentando la Merope al Teatro Capranica il 23 gennaio 1740 e il Dario l'anno seguente il 14 gennaio 1741 al Teatro Argentina. Charles de Brosses, che assistì alla rappresentazione di Merope, fu impietoso nel giudizio della messa in scena: «violini ubriachi [...] una Merope abominevole e un Polifonte da bastonare». Sulla rappresentazione del Dario le notizie provengono, oltre che dal Diario Ordinario romano di Chracas, anche dal Diario di Valesio, da cui si apprende che l'opera «non ha molto soddisfatto i spettatori».

### L'attività nel Granducato di Toscana
Dal 1741 al 1747 fu particolarmente attivo nei principali teatri di Firenze, Lucca e Pisa, facendo rappresentare Arminio in Germania, Siroe, Pompeo in Armenia, Ezio, Olimpiade, Il giocatore e Artaserse. Fu un periodo di importante formazione per il compositore, che avviò collaborazioni con l'Accademia degli Immobili e strinse legami con personalità del calibro di Gasparo Angiolini (che ritroverà a Vienna negli anni Sessanta). Nel 1747 Scarlatti avviò i primi contatti con l'ambiente veneziano in occasione della ripresa del Pompeo in Armenia al Teatro Sant'Angelo; fu anche l'occasione per conoscere il soprano Barbara Stabili che divenne sua moglie nel 1749. Prima di trasferirsi a Venezia, Scarlatti debuttò anche a Torino con la prima rappresentazione di Partenope e con una ripresa del Siroe. Lasciò definitivamente il Granducato nel 1751, non prima di aver presentato a Firenze la Semiramide riconosciuta.

### La maturità a Venezia
Dal 1752 al 1757 fu a Venezia, con alcune brevi interruzioni per le rappresentazioni de L'impostore (Barcellona, 1752 - opera composta in collaborazione con Gioacchino Cocchi), Antigona (Milano, Teatro Ducale, 1755), Caio Mario (Napoli, Teatro San Carlo, 1755) e la ripresa di Merope a Napoli (Teatro San Carlo, 1755).
Nel 1752, dopo il successo di Adriano in Siria (Teatro San Cassiano, gennaio 1752), ottenne la commissione per la cantata L'amor della Patria (Chiesa della Salute, maggio 1752) in occasione dell'elezione del nuovo doge Francesco Loredan. Il testo della cantata fu scritto da Carlo Goldoni e da quel momento iniziò una proficua collaborazione tra i due: a novembre dello stesso anno fu presentata I portentosi effetti della madre natura commissionata a Scarlatti in occasione del matrimonio tra Caterina Loredan, nipote del doge, e Giovanni Alvise dei Mocenigo di San Samuele, nobile patrizio veneto e rappresentata al Teatro San Samuele l'11 novembre; l'anno dopo andò invece in scena De gustibus non est disputandum sempre su testo di Goldoni (Teatro San Cassiano, 27 dicembre 1753). Il soggiorno a Venezia fu spesso interrotto da nuove produzioni o riprese di altri lavori: Alessandro nelle Indie (Reggio, Teatro di Città, 1753; Amsterdam, Teatro di Città, 1755), Adriano in Siria (Livorno, Teatro San Sebastiano, 1754), De gustibus non est disputandum (Brescia, Teatro dell'Accademia, 1754; Milano, Teatro Ducale, 1754; Amsterdam, Teatro di Città, 1755).
Nell'autunno del 1756 si rappresentò al Teatro San Cassiano il dramma giocoso in tre atti La povertà superba, ovvero chi si contenta gode (libretto di Goldoni), caratterizzato dalla distribuzione anomala dei ruoli cantati (quattro baritoni e tre soprani), che non ebbe grande successo e finì presto nel dimenticatoio. Nel 1757 andò in scena la prima rappresentazione de L'Isola disabitata  (libretto di Goldoni), considerato uno dei suoi maggiori capolavori e una delle opere di Scarlatti che registrò il maggior numero di repliche. Richiesta e allestita nei maggiori teatri d'Europa (Vienna, Dresda, Copenaghen, Bonn, Praga) L'isola disabitata può considerarsi il punto culminante della sua carriera. Grazie al successo riscosso dalle sue opere buffe veneziane riuscirà ad inserirsi nei difficili ambienti culturali viennesi dominati, in quel periodo, da personalità come il conte Giacomo Durazzo, il letterato Ranieri de' Calzabigi e il compositore Christoph Willibald Gluck.
Tra il 1757 e il 1759 non ci furono nuove produzioni scarlattiane a Venezia a parte una controversa produzione de Il mercato di Malmantile. L'opera in questione ha sollevato molti dubbi a causa della presenza di correzioni del nome dell'autore su una placchetta della prima edizione del libretto. Non è certo che quest'opera sia stata effettivamente composta da Scarlatti ed è molto probabile che l'opera sia stata composta, come ripiego, da Domenico Fischietti. La mancanza di produzioni veneziane in questo biennio è attribuibile ad un allontanamento di Scarlatti da Venezia, impegnato nelle messe in scena de I portentosi effetti di madre natura (Monaco, Teatro di Corte, 1758), L'isola disabitata (Bonn, 1758) e De gustibus non est disputandum (Monaco, Teatro di Corte, 1759) portate in tournée dalla compagnia di Giuseppe Ferrini. Sul finire del 1759 a Venezia andò in scena La serva scaltra ancora di Goldoni (Teatro Giustiniani di San Moisè, 8 ottobre 1759) e nell'autunno del 1760 Scarlatti si congedò definitivamente dalla Serenissima con la prima rappresentazione de La clemenza di Tito (Teatro San Benedetto, 1760).

### Vienna
Dal 1760 Scarlatti iniziò la sua esperienza di compositore a Vienna. La prima opera teatrale scritta per la corte asburgica fu Issipile, composta per la stagione autunnale del Nuovo Teatro Imperiale Privilegiato. Nulla si sa sull'esito di questa prima rappresentazione, ma certamente Scarlatti arrivò a Vienna in un periodo di grande fermento e di estrema competizione tra musicisti italiani come Baldassare Galuppi, Niccolò Jommelli e Johann Adolf Hasse (italiano di adozione) e musicisti di scuola locale come Christoph Willibald Gluck, Georg Christoph Wagenseil e Ignaz Holzbauer. Dopo Issipile non si registrarono particolari impegni compositivi per Scarlatti a Vienna fino al 1762, anno in cui il compositore iniziò ad occuparsi dei balli per gli spettacoli di corte al Teatro Imperiale. Nel marzo del 1760 Scarlatti, in occasione dell'onomastico dell'Arciduca Giuseppe d'Austria, compose la cantata I lamenti d'Orfeo e per ritrovare il suo nome nei registri degli spettacoli bisognerà attendere il 1762, anno in cui musicò numerosi balli teatrali (Les aventures au Serail, Le Triomphe de l'Amour, La Maison des foux, Le Musicien de village, Antoine et Cléopâtre, La Ciaccone, Les Hespérides). Scarlatti compose certamente Les aventure au Serail (di cui peraltro sopravvive la partitura) ma le Cronache di Gumpenhuber non riporta il nome del compositore degli altri balli; tuttavia è plausibile che siano stati musicati dallo stesso Scarlatti ingaggiato espressamente per quel ruolo. All'attività marginale riservatogli in teatro, Scarlatti affiancò l'attività di insegnante di clavicembalo e canto al servizio della famiglia Schwarzenberg. Non rinunciò neppure alla composizione di nuove opere, che però trovarono posto nei teatri fuori Vienna: Pelopida (Torino, 1763) e Bajazet (Verona, Teatro Filarmonico, 1765). Dopo Issipile l'unica opera che Scarlatti compose per Vienna fu Gli stravaganti nel 1765 e riproposta tre anni dopo con il titolo La moglie padrona.
Nel 1767 sposò in seconde nozze Antonia Lefebvre, di cui nulla si conosce, ed ebbe un figlio. Presso il conte Giuseppe I di Schwarzenberg Scarlatti trovò un ambiente cordiale e fiducioso; una stima che indusse il principe a commissionargli una serenata per una festa privata. Da questa commissione e dalla collaborazione con il librettista Marco Coltellini nacque Armida (Vienna, casa Schwarzenberg, 4 aprile 1766) testo che poi Coltellini modificò, ampliandolo, e affidandolo ad Antonio Salieri. L'Armida di Scarlatti piacque al principe Giuseppe I di Schwarzenberg che infatti si affidò alla stessa coppia Scarlatti/Coltellini per comporre un intermezzo in occasione delle nozze del figlio Giovanni I Nepomuceno di Schwarzenberg che si sarebbero tenute al Castello di Český Krumlov il 14 luglio 1768. L'intermezzo Dove è amore è gelosia fu rappresentato il 24 luglio durante gli sfarzosi festeggiamenti nuziali e riproposto a Vienna due anni dopo con il titolo L'amor geloso.

### Gli ultimi anni
Poco si sa degli ultimi anni di vita di Giuseppe Scarlatti; probabilmente rimase a Vienna e sappiamo da Ignaz Franz Von Mosel che supervisionò gli esordi musicali di Antonio Salieri nel 1770. L'ultima opera di Scarlatti fu la musica per il dramma di Ranieri de' Calzabigi Amiti e Ontario ovvero I selvaggi (1772). Giuseppe Scarlatti morì cinque anni dopo a Vienna il 17 agosto 1777.

## Composizioni

### Opere
| Titolo                                          | Genere                    | Suddivisione | Libretto              | Première         | Città, teatro                       |
| ----------------------------------------------- | ------------------------- | ------------ | --------------------- | ---------------- | ----------------------------------- |
| Merope                                          | dramma per musica         | 3 atti       | Apostolo Zeno         | 23 gennaio 1740  | Roma, Teatro Capranica              |
| Dario                                           | dramma per musica         | 3 atti       | Giovanni Baldanza     | Carnevale 1741   | Roma, Teatro Argentina              |
| Arminio in Germania                             | dramma per musica         | 3 atti       | Nicola Coluzzi        | 24 giugno 1741   | Firenze, Teatro della Pergola       |
| Siroe                                           | dramma per musica         | 3 atti       | Metastasio            | giugno 1742      | Firenze, Teatro della Pergola       |
| Pompeo in Armenia                               | dramma per musica         | 3 atti       | Pio dal Borgo         | Carnevale 1744   | Pisa, Pubblico                      |
| Ezio                                            | dramma per musica         | 3 atti       | Metastasio            | Autunno 1744     | Lucca, Civico                       |
| Olimpiade                                       | dramma per musica         | 3 atti       | Metastasio            | Autunno 1745     | Lucca, Pubblico                     |
| Il giocatore                                    | commedia per musica       | 2 atti       | ?                     | 13 marzo 1747    | Firenze, Cocomero                   |
| Artaserse                                       | dramma per musica         | 3 atti       | Metastasio            | 26 agosto 1747   | Lucca                               |
| Partenope                                       | dramma per musica         | 3 atti       | Silvio Stampiglia     | 25 gennaio 1749  | Torino, Regio                       |
| Semiramide riconosciuta                         | dramma per musica         | 3 atti       | Metastasio            | Carnevale 1751   | Livorno, San Sebastiano             |
| Adriano in Siria                                | dramma per musica         | 3 atti       | Metastasio            | 26 gennaio 1752  | Venezia, San Cassiano               |
| Demetrio                                        | dramma per musica         | 3 atti       | Metastasio            | 11 giugno 1752   | Padova, Nuovo                       |
| I portentosi effetti della Madre Natura         | dramma giocoso per musica | 3 atti       | Carlo Goldoni         | 11 novembre 1752 | Venezia, San Samuele                |
| L'impostore                                     | opera buffa               | 3 atti       | Carlo Fabozzi (?)     | 1752             | Barcellona, Santa Cruz              |
| Alessandro nell'Indie                           | dramma per musica         | 3 atti       | Metastasio            | 12 maggio 1753   | Reggio Emilia, Pubblico             |
| De gustibus non est disputandum                 | dramma giocoso per musica | 3 atti       | Carlo Goldoni         | 27 dicembre 1753 | Venezia, San Cassiano               |
| Caio Mario                                      | dramma per musica         | 3 atti       | Gaetano Roccaforte    | 20 gennaio 1755  | Napoli, Teatro di San Carlo         |
| Antigona                                        | dramma per musica         | 3 atti       | Gaetano Roccaforte    | 27 dicembre 1755 | Milano, Ducale                      |
| La povertà superba, ovvero chi si contenta gode | dramma giocoso per musica | 3 atti       | Carlo Goldoni         | Autunno 1756     | Venezia, San Cassiano               |
| L'isola disabitata                              | dramma giocoso per musica | 3 atti       | Carlo Goldoni         | Autunno 1757     | Venezia, San Samuele                |
| La serva scaltra                                | dramma giocoso per musica | 3 atti       | ?                     | 8 ottobre 1759   | Venezia, Teatro San Moisè           |
| La clemenza di Tito                             | dramma per musica         | 3 atti       | Metastasio            | 23 gennaio 1760  | Venezia, San Benedetto              |
| La chinese smarrita*                            | dramma giocoso per musica | 3 atti       | Carlo Goldoni         | Carnevale 1760   | Genova, Teatro del                  |
| L'Issipile                                      | dramma per musica         | 3 atti       | Metastasio            | Autunno 1760     | Vienna, Burgtheater                 |
| Pelopida                                        | dramma per musica         | 3 atti       | Gaetano Roccaforte    | Carnevale 1763   | Torino, Regio                       |
| Bajazet                                         | dramma per musica         | 3 atti       | Agostino Piovene      | Carnevale 1765   | Verona, Accademia Filarmonica       |
| Gli stravaganti                                 | commedia per musica       | 2 atti       | Alcindo Isaurense     | 11 febbraio 1765 | Vienna, Burgtheater                 |
| Armida                                          | festa teatrale            | 2 atti       | Marco Coltellini      | 1766             | Vienna, Burgtheater                 |
| Dove è amore è gelosia                          | intermezzo giocoso        | 2 parti      | Marco Coltellini      | 24 luglio 1768   | Český Krumlov, Český Krumlov Castle |
| La moglie padrona**                             | dramma giocoso per musica | 3 atti       | Alcindo Isaurense     | Autunno 1768     | Trieste, Teatro di città            |
| L'amor geloso***                                | azione teatrale comica    | 2 parti      | Marco Coltellini      | 5 luglio 1770    | Vienna, Schönbrunn Palace           |
| Amiti e Ontario, o I selvaggi                   | dramma per musica         | 2 atti       | Ranieri de' Calzabigi | Estate 1772      | Vienna, Palazzo Auersperg           |

* Rifacimento de L'isola disabitata    ** Rifacimento de Gli stravaganti    *** Rifacimento di Dove è amore è gelosia

### Cantate
| Titolo                                                                                                 | Genere   | Suddivisione | Libretto                  | Première         | Città, teatro                |
| --- | -------- | ------------ | ------------------------- | ---------------- | ---------------------------- |
| Componimento per musica da cantarsi nel giorno natalizio della Sagra Real Maestà Maria Amalia Walpurga | cantata  | 2 parti      | ?                         | 24 novembre 1739 | Roma                         |
| L'amor della patria                                                                                    | serenata | 2 parti      | Carlo Goldoni             | 11 maggio 1752   | Venezia, Chiesa della Salute |
| La ninfa del Danubio e la ninfa dell'Adria                                                             | cantata  | 1 parte      | Marcello Porta            | 1760             | Vienna                       |
| I lamenti d'Orfeo                                                                                      | cantata  | 1 parte      | Giovanni Claudio Pasquini | 18 marzo 1762    | Vienna, Teatro di corte      |
| Amor prigioniero                                                                                       | cantata  | 1 parte      | ?                         | ?                | ?                            |

### Musica Sacra
| Titolo                           | Genere   | Suddivisione | Testo     | Première      | Città, teatro |
| -------------------------------- | -------- | ------------ | --------- | ------------- | ------------- |
| La Santissima Vergine annunziata | oratorio | 2 parti      | ?         | 29 marzo 1739 | Roma          |
| Laudate pueri                    | salmo    | -            | Salmo 113 | 1740          | Roma          |
| Laetatum sum                     | salmo    | -            | Salmo 121 | 1740          | Roma          |
| Jesu corona Virginum             | inno     | -            | -         | ?             | ?             |
| Jesu redemptorium omnius         | inno     | -            | -         | ?             | ?             |

### Opere di dubbia attribuzione
| Titolo                   | Genere                    | Suddivisione | Libretto        | Première | Città, teatro |
| ------------------------ | ------------------------- | ------------ | --------------- | -------- | ------------- |
| La madamigella           | commedia per musica       | 3 atti       | Antonio Palomba | 1755     | Napoli        |
| Il mercato di Malmantile | dramma giocoso per musica | 3 atti       | Carlo Goldoni   | 1758     | Venezia       |

### Balletti
| Titolo                  | Genere   | Suddivisione | Coreografia       | Première | Città, teatro |
| ----------------------- | -------- | ------------ | ----------------- | -------- | ------------- |
| Les aventures au Serail | balletto | 15 numeri    | Gasparo Angiolini | 1762     | Vienna        |

## Considerazioni sull'artista e sulle fonti musicali
Giuseppe Scarlatti scrisse oltre 30 opere, delle quali 21 sono drammi per musica e 11 lavori giocosi, basate per lo più su libretti prodotti da Pietro Metastasio (seri) e Carlo Goldoni (buffi).
Lo stile compositivo delle sue opere si basa su quello tradizionale stabilito diversi decenni prima da Alessandro Scarlatti, ossia fondato su un processo melodico semplice ma piacevole nel quale l'orchestra, per la maggiore, funziona come accompagnamento alle parti vocali. De suoi lavori, che nella sua epoca ebbero molto successo grazie principalmente al suo talento, alcuni si sono tramandati interamente, altri in parte e altri ancora sono smarriti. Permangono dei dubbi di attribuzione su alcuni lavori: un'opera dal titolo La madamigella viene citata da Umberto Manferrari nel suo Dizionario Universale delle Opere melodrammatiche ed anche Francesco Florimo cita questo titolo tra le rappresentazioni a Napoli nel 1755; Florimo tuttavia non segnala né l'autore del libretto né il compositore. Non esistono al momento fonti musicali né dati sufficienti per annoverare questo titolo tra le opere di Scarlatti. Anche la presunta cantata Imeneo, sognando talora è spesso associata a Scarlatti, ma attualmente non sono reperibili né fonti librettistiche né musicali che ne attestino l'esistenza.
| Partiture attualmente irreperibili         | Partiture complete pervenute e Sigla RISM    | Partiture incomplete e parti sparse |
| ------------------------------------------ | -------------------------------------------- | ----------------------------------- |
| La SS. Vergine annunziata                  | Componimento per musica in F-Pn              | Dario                               |
| Pompeo in Armenia                          | Laudate Pueri in A-Wn e I-Rgs                | Arminio in Germania                 |
| Olimpiade                                  | Laetatum sum in A-Wn                         | Siroe                               |
| L'impostore                                | Merope in I-Nc e P-La                        | Ezio                                |
| Bajazet                                    | Artaserse in A-Wn e B-Bc                     | Il giocatore                        |
| La ninfa del Danubio e la ninfa dell'Adria | Adriano in Siria in I-Fc e S-St              | Partenope                           |
| L'amore della patria                       | I portentosi effetti di madre natura in D-Wa | Semiramide riconosciuta             |
|                                            | Caio Mario in P-La                           | Demetrio                            |
|                                            | L'isola disabitata in D-Dl                   | Alessandro nelle Indie              |
|                                            | La serva scaltra in A-Wn                     | De gustibus non est disputandum     |
|                                            | Issipile in I-Tn e D-B; (atto 1 e 2) in A-Wn | Antigona                            |
|                                            | I lamenti d'Orfeo in B-Bc                    | La clemenza di Tito                 |
|                                            | Les Aventures au Serail in A-Wgm             | Amiti e Ontario                     |
|                                            | Pelopida in P-La                             |                                     |
|                                            | Gli stravaganti in D-Dl                      |                                     |
|                                            | Armida in A-Wgm                              |                                     |
|                                            | Dov'è amore è gelosia in CZ-Kzk e A-Wn       |                                     |
|                                            | L'amor geloso in A-Wn                        |                                     |
|                                            | Amor prigioniero in D-Dl                     |                                     |
|                                            | Jesu Corona Virginum in CH-E                 |                                     |
|                                            | Jesu Redemptorium omnium in CH-E             |                                     |